# Stanisław Faron
Stanisław Józef Faron (ur. 23 stycznia 1943 w Czarnym Potoku) – polski przedsiębiorca, sadownik, polityk, poseł na Sejm PRL VIII kadencji.

## Życiorys
Ukończył technikum rolnicze, uzyskując wykształcenie technik ogrodnik. Działał w Związku Młodzieży Wiejskiej (od 1962 do 1966 był wiceprzewodniczącym zarządu powiatowego w Nowym Sączu, a w latach 1964–1968 zasiadał w prezydium zarządu wojewódzkiego w Krakowie) i w Zjednoczonym Stronnictwie Ludowym (zasiadał w plenum Komitetu Wojewódzkiego partii, był też prezesem koła). Od 1963 do 1969 był radnym Wojewódzkiej Rady Narodowej w Krakowie, a w latach 1980–1985 pełnił mandat posła na Sejm PRL VIII kadencji, reprezentując okręg Nowy Sącz. W Sejmie zasiadał w Komisji Rolnictwa i Przemysłu Spożywczego, Komisji Skarg i Wniosków oraz w Komisji Rolnictwa, Gospodarki Żywnościowej i Leśnictwa. Zajął się prowadzeniem gospodarstwa sadowniczego w Czarnym Potoku k. Łącka.

## Życie prywatne
Żonaty. Mieszka w Czarnym Potoku. Jest bratem byłego ministra oświaty i wychowania Bolesława Farona.